# Mietesheim
Mietesheim é uma comuna francesa na região administrativa de Grande Leste, no departamento Baixo Reno. Estende-se por uma área de 8,54 km². Em 2010 a comuna tinha 682 habitantes (densidade: 79,9 hab./km²).